# Партнери (телесеріал, 2014)
«Партнери» (англ. Partners) — американський ситком з Келсі Греммером та Мартіном Ловренсом у головних ролях, який виходить на телеканалі FX. Шоу починається з того, як два юриста з Чикаго, абсолютно різного соціального походження, налагоджують партнерські відносини після несподіваної зустрічі в суді у найгірший день свого життя.
FX замовив 10 епізодів ситкому і, якщо він добре себе покаже у першому показі, телемережа замовить ще 90 додаткових епізодів. Прем'єра відбулася 4 серпня 2014 року.

## У ролях
- Келсі Греммер — Аллен Бреддок, одчайдушний адвокат, звільнений з фірми свого власного батька
- Мартін Ловренс — Маркус Джексон, громадський діяч, який переживає розлучення
- Рорі О'Меллі — Майкл, амбівалентний гей-помічник Маркуса[3]
- Еді Паттерсон — Вероніка, інформатор юридичної фірми Аллена і Маркуса
- Тельма Хопкінс — Рут Джексон, мати Маркуса
- Даніель Уоттс — Лора Джексон, дочка Маркуса
- МакКейлі Міллер — Ліззі Бреддок, пасербиця Аллена

## Виробництво
Було оголошено, що шоу буде зніматися у Лос-Анджелесі. Оригінальними робочими назвами були «Партнерство» і «Бреддок та Джексон».

## Список епізодів
| №  | Назва                                                                          | Режисер       | Сценарист                     | Дата показу у США | Код продукції | Глядачі США (у міліонах) |
| -- | ------------------------------------------------------------------------------ | ------------- | ----------------------------- | ----------------- | ------------- | ------------------------ |
| 1  | «Вони прийшли разом» «They Come Together»                                      | Келсі Греммер | Роберт Л. Боєт і Роберт Хорн  | 4 серпня 2014     | 1003          | 1.12                     |
| 2  | «Влаштуємо гейсілля» «Let's Have a Simple Gwedding»                            | Джо Регалбато | Роберт Хорн                   | 4 серпня 2014     | 1006          | 1.01                     |
| 3  | «Лаковані черевики іншого чоловіка» «Another Man's Wingtips»                   | Джо Регалбато | Боб Кіз і Даг Кіз             | 11 серпня 2014    | 1007          | 0.86                     |
| 4  | «Хто твоя мама?» «Who's Your Mama?»                                            | Стів Цукерман | Жанетт Коллінз і Мімі Фрідман | 11 серпня 2014    | 1004          | 0.70                     |
| 5  | «Юристка Пруденс» «Jurist Prudence»                                            | Стів Цукерман | Воррен Хатчерсон              | 18 серпня 2014    | 1005          | 0.45                     |
| 6  | «Параюридичне явище» «Paralegal Activity»                                      | Річ Коррелл   | Девід Лав                     | 18 серпня 2014    | 1002          | 0.38                     |
| 7  | «Загадкова історія Бенджаміна Гидоти» «The Curious Case of Benjamin Butt-Ugly» | Річ Коррелл   | Аллан Райс                    | 25 серпня 2014    | 1001          | 0.65                     |
| 8  | «Возз'єднання юридичної школи» «The Law School Reunion»                        | Келсі Греммер | Девід Арнольд                 | 25 серпня 2014    | 1010          | 0.56                     |
| 9  | «Полудень Дага» «Doug Day Afternoon»                                           | Річ Коррелл   | Ларрі Мінц і Боб Гріффард     | 1 вересня 2014    | 1008          | 0.78                     |
| 10 | «Як досягти успіху в рекламі» «How to Get a Head in Advertising»               | Річ Коррелл   | Лес Файрстайн                 | 1 вересня 2014    | 1009          | 0.75                     |